# Reynolds Ridge
Reynolds Ridge ist ein felsiger 2,5 km langer Gebirgskamm im westantarktischen Marie-Byrd-Land. In den McCuddin Mountains ragt er 8 km nordwestlich des Mount Flint auf.
Der United States Geological Survey kartierte ihn anhand von Vermessungen und Luftaufnahmen der United States Navy aus den Jahren von 1959 bis 1965. Das Advisory Committee on Antarctic Names benannte ihn 1966 nach Warren H. Reynolds (1923–2014), Diplomat im Außenministerium der Vereinigten Staaten, der bei der Ausarbeitung des Antarktisvertrags im Jahr 1959 unterstützend mitwirkte.